# 姉子の浜
姉子の浜（あねごのはま）は、福岡県糸島市にある海岸。鳴き砂として知られる。

## 概要
糸島市の西端に位置する、全長1.1km、幅20mの弓状に広がる海岸である。砂に含まれる石英の粒子が擦れ合うことで、砂の上を歩くとキュッという音が鳴る。1960年代中頃から鳴かなくなっていたが、地域住民による海岸清掃などの成果により、1994年頃から再び鳴き始めるようになった。人気のサーフィンスポットとなっており、波の良い日には、多くのサーファーが集まる。

## 交通アクセス
- JR九州筑肥線鹿家駅から車で約3分[2]、徒歩で約25分[1]。
- 二丈浜玉道路吉井ICから3.8km、鹿家ICから2.1Km。